# IC 1853
IC 1853 је спирална галаксија у сазвјежђу Еридан која се налази на листи објеката дубоког неба у Индекс каталогу.
Деклинација објекта је - 13° 59' 36" а ректасцензија 2h 48m 4,3s. Привидна величина (магнитуда) објекта IC 1853 износи 14,2 а фотографска магнитуда 15,0. IC 1853 је још познат и под ознакама MCG -2-8-6, IRAS 02457-1410, PGC 10595.